# Sibenij

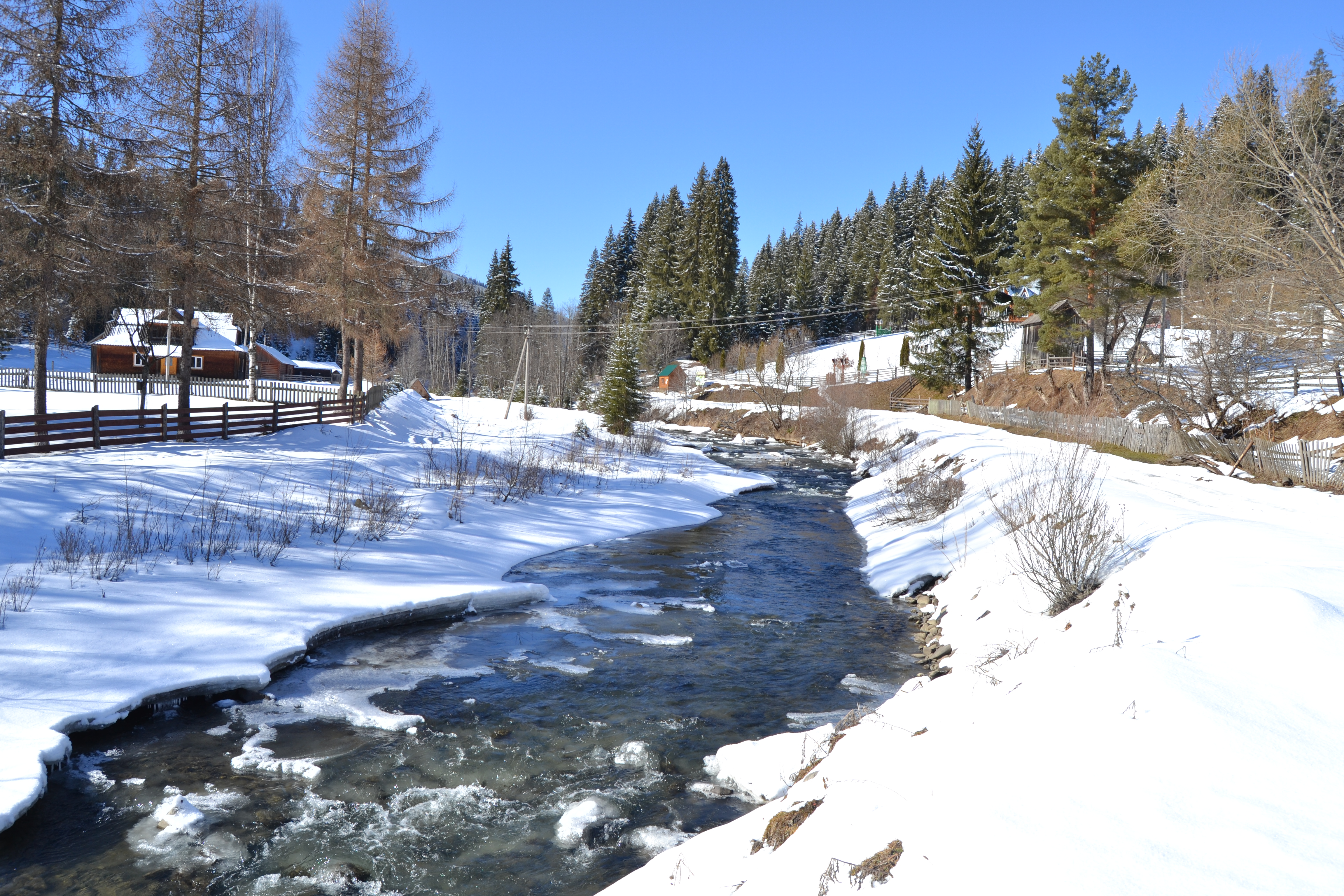
A téli folyó Sibene településnél

A Sibenij (ukránul: Шибений) folyó Ukrajna Ivano-frankivszki területén, az Ukrán-Kárpátokban. A Csorjin Cseremos bal oldali mellékfolyója.
Hegyi folyó, amely a Máramarosi-havasokban található Sztyih hegy északkeleti oldalában ered. A folyó völgye szűk, a folyása mentén nagyrészt erdők szegélyezik.  A medre sziklás. 11 km hosszú, vízgyűjtő területe 83,4 km². Átlagos esése kilométerenként  55 m. A Zelene faluhoz tartozó Sibene településnél ömlik a Csorjin Cseremosba.
Korábban Zelene falunál a lerakódott hordalék mögött egy kisebb tóvá szélesedett a folyó, ez azonban napjainkban már nincs meg.
Számos kis hegyi patak és kisebb folyó ömlik bele, jobb oldalról a Csivcsini-hegylánc felől, míg bal oldalról a Csornahora hegyeiről. Legnagyobb mellékfolyói a Hropenec és a Pohorilec.
2017-ben a Hidroenerhobud cég részéről felmerült egy mini vízerőmű építésének ötleta a folyón Zelene falunál, de ez ügyben nem történt semmilyen lépés. Az erőmű megvalósítása azért sem valószínű, mert a folyó a Kárpátok természetvédelmi területen található.